# Jakušovce, Stropkov
Jakušovce este o comună slovacă, aflată în districtul Stropkov din regiunea Prešov. Localitatea se află la altitudinea de 265 m deasupra n.m., se întinde pe o suprafață de 5,5 km2 și în 2017 număra 43 de locuitori.

## Istoric
Localitatea Jakušovce este atestată documentar din 1454.

## Demografie
| An:                | 1994 | 2004   | 2014    | 2024    |
| ------------------ | ---- | ------ | ------- | ------- |
| Număr de persoane: | 52   | 53     | 46      | 29      |
| Diferență:         |      | +1,92% | −13,20% | −36,95% |

| An:                | 2023 | 2024    |
| ------------------ | ---- | ------- |
| Număr de persoane: | 35   | 29      |
| Diferență:         |      | −17,14% |